# 세목망
세목망은 멸치, 젓새우 등 작은 물고기 잡이에 사용되는 그물이다. '모기장 그물'이라고도 한다.

## 사용
수산자법에 의하면 근해어업은 대형선망, 근해안강망, 근해자망, 기선권현망, 연안어업은 연안선망, 연안선인망, 연안자망, 구획어업은 장망류 어업(영광군 주목망 어업), 패류형망 어업 외의 구획어업 등의 어업에 대해 멸치 등 13개 어8을 포획할 수 있도록 되어 있으며 현재 근해안강망, 근해선망소형자망, 연안개량안강연안낭장업등에8사용되고 있다.